# Palestine Exploration Quarterly
La revue Palestine Exploration Quarterly (PEQ) est l'une des plus anciennes revues de recherche sur le Levant et ses habitants.
Le Palestine Exploration Fund, fondé en 1865, publiait son rapport annuel, le « Palestine Exploration Fund Quarterly Statement » (PEFQSt) depuis 1869. Depuis 1937, la revue est publiée sous son titre actuel Palestine Exploration Quarterly. 
Le rédacteur en chef en est David Jacobson. 
Contrairement à ce que laisse penser le titre, la revue n'est publiée que trois fois par an. 
L'objectif de ce fonds était d'explorer la Terre sainte, c'est-à-dire d'illustrer l'histoire biblique par son contexte. Cet objectif s'est également élargi pour inclure tous les aspects de la recherche sur le Levant.